# Annecy (quận)
Quận Annecy là một quận của Pháp, nằm ở tỉnh Haute-Savoie, vùng Rhône-Alpes. Quận này có 10 tổng và 93 xã.

## Các đơn vị hành chính

### Các tổng
Các tổng của quận Annecy là: 
1. Alby-sur-Chéran
2. Annecy-Centre
3. Annecy-le-Vieux
4. Annecy-Nord-Est
5. Annecy-Nord-Ouest
6. Faverges
7. Rumilly
8. Seynod
9. Thônes
10. Thorens-Glières

### Các xã
Các xã của quận Annecy, và mã INSEE là: 
| 1. Alby-sur-Chéran (74002)          | 2. Alex (74003)                       | 3. Allèves (74004)               | 4. Annecy (74010)                |
| 5. Annecy-le-Vieux (74011)          | 6. Argonay (74019)                    | 7. Aviernoz (74022)              | 8. Bloye (74035)                 |
| 9. Bluffy (74036)                   | 10. Boussy (74046)                    | 11. Chainaz-les-Frasses (74054)  | 12. Chapeiry (74061)             |
| 13. Charvonnex (74062)              | 14. Chavanod (74067)                  | 15. Chevaline (74072)            | 16. Choisy (74076)               |
| 17. Cons-Sainte-Colombe (74084)     | 18. Cran-Gevrier (74093)              | 19. Crempigny-Bonneguête (74095) | 20. Cusy (74097)                 |
| 21. Cuvat (74098)                   | 22. Dingy-Saint-Clair (74102)         | 23. Doussard (74104)             | 24. Duingt (74108)               |
| 25. Entrevernes (74111)             | 26. Faverges (74123)                  | 27. Giez (74135)                 | 28. Groisy (74137)               |
| 29. Gruffy (74138)                  | 30. Hauteville-sur-Fier (74141)       | 31. Héry-sur-Alby (74142)        | 32. La Balme-de-Sillingy (74026) |
| 33. La Balme-de-Thuy (74027)        | 34. La Chapelle-Saint-Maurice (74060) | 35. La Clusaz (74080)            | 36. Lathuile (74147)             |
| 37. Le Bouchet (74045)              | 38. Le Grand-Bornand (74136)          | 39. Les Clefs (74079)            | 40. Les Ollières (74204)         |
| 41. Les Villards-sur-Thônes (74302) | 42. Leschaux (74148)                  | 43. Lornay (74151)               | 44. Lovagny (74152)              |
| 45. Manigod (74160)                 | 46. Marcellaz-Albanais (74161)        | 47. Marigny-Saint-Marcel (74165) | 48. Marlens (74167)              |
| 49. Massingy (74170)                | 50. Menthon-Saint-Bernard (74176)     | 51. Metz-Tessy (74181)           | 52. Meythet (74182)              |
| 53. Montagny-les-Lanches (74186)    | 54. Montmin (74187)                   | 55. Moye (74192)                 | 56. Mésigny (74179)              |
| 57. Mûres (74194)                   | 58. Nonglard (74202)                  | 59. Nâves-Parmelan (74198)       | 60. Poisy (74213)                |
| 61. Pringy (74217)                  | 62. Quintal (74219)                   | 63. Rumilly (74225)              | 64. Saint-Eustache (74232)       |
| 65. Saint-Eusèbe (74231)            | 66. Saint-Ferréol (74234)             | 67. Saint-Félix (74233)          | 68. Saint-Jean-de-Sixt (74239)   |
| 69. Saint-Jorioz (74242)            | 70. Saint-Martin-Bellevue (74245)     | 71. Saint-Sylvestre (74254)      | 72. Sales (74255)                |
| 73. Sallenôves (74257)              | 74. Serraval (74265)                  | 75. Seynod (74268)               | 76. Seythenex (74270)            |
| 77. Sillingy (74272)                | 78. Sevrier (74267)                   | 79. Talloires (74275)            | 80. Thorens-Glières (74282)      |
| 81. Thusy (74283)                   | 82. Thônes (74280)                    | 83. Val-de-Fier (74274)          | 84. Vallières (74289)            |
| 85. Vaulx (74292)                   | 86. Versonnex (74297)                 | 87. Veyrier-du-Lac (74299)       | 88. Villaz (74303)               |
| 89. Villy-le-Pelloux (74307)        | 90. Viuz-la-Chiésaz (74310)           | 91. Épagny (74112)               | 92. Étercy (74117)               |
| 93. Évires (74120)                  |                                       |                                  |                                  |